# 黄毒蝇鹅膏菌
黄毒蝇鹅膏菌（学名：Amanita flavoconia）是鹅膏菌科的一种蕈。菌盖显橙黄色，并带有黄橙色的疣点；菌环为黄橙色；有着从白至橙的菌茎。该蕈常见于北美东部，分布广泛；生长于阔叶林和混交林的地面上，常与毒参属植物形成菌根。

## 分类学
1902年，美国博物学家乔治·弗朗西斯·阿特金森（George Francis Atkinson）根据他在纽约州卡尤加湖流域福尔克里克（Fall Creek）北部的森林中发现的一颗样本，首次描述了黄毒蝇鹅膏菌。种名形容词“flavoconia”的意思是淡黄色和锥形。